# Din tjänare hör
Din tjänare hör är en roman av den svenska författaren Sara Lidman, utgiven 1977 på Albert Bonniers Förlag. Den utgör den första boken av sju i serien Jernbanan.
Handlingen utspelar sig under 1800-talet och kretsar kring bonden Didrik Mårtensson och hans ungdomskärlek Anna-Stava. Boken skildrar deras liv i norra Norrlands inland, vilket är fyllt av prövningar.
Romanen skulle tillsammans med de övriga i Jernbaneserien befästa Lidmans position som en av Sveriges viktigaste författare. Din tjänare hör ingår som en av titlarna i boken Tusen svenska klassiker (2009).

## Utgåvor
- Lidman, Sara (1977). Din tjänare hör. Stockholm: Bonnier. Libris 7145377. ISBN 91-0-041933-8
- Lidman, Sara (1977) (på obestämt språk). Din tjänare hör Box 1, 2 .. Enskede: TPB. Libris 11554004
- Lidman, Sara (1978) (på norska). Din tjener hører. Oslo: Gyldendal. Libris 7173972. ISBN 82-05-11131-6
- Lidman, Sara; Tejn Michael (1978) (på danska). Din tjener hører. København: Schønberg. Libris 7354313. ISBN 87-570-1033-1
- Lidman, Sara (1979). Din tjänare hör. Bokklubben Svalan, 99-0120395-3 ([Ny utg.]). Stockholm: Bonnier. Libris 7145764. ISBN 91-0-043266-0
- Lidman, Sara (1980) (på finska). Palvelijasi kuulee. Helsinki: Tammi. Libris 7824339. ISBN 951-30-5139-0
- Lidman, Sara (1980). Din tjänare hör. Delfinserien, 0346-6574 ; 659 ([Ny utg.]). Stockholm: Bonnier. Libris 7146370. ISBN 91-0-045041-3
- Lidman, Sara (1986). Din tjänare hör. En bok för alla, 99-0130108-4 ([Ny utg.]). Stockholm: Litteraturfrämjandet. Libris 7642095. ISBN 91-7448-380-3
- Lidman, Sara. (2003). Din tjänare hör. Enskede: TPB. Libris 11512919
- Lidman, Sara (2003). Jernbanan. [1]. Stockholm: Bonnier. Libris 9102638. ISBN 91-0-010144-3
- Lidman, Sara (2007) (på finska). Palvelijasi kuulee. Helsingfors: Celia - Biblioteket för synskadade. Libris 12627225
- Lidman, Sara (2012). Din tjänare hör. Albert Bonniers Förlag. Libris 13499777. ISBN 978-91-0-013391-7

### Fotnoter
1. ↑  ”Din tjänare hör”. Libris.kb.se. http://libris.kb.se/hitlist?q=Sara+Lidman+Din+tj%C3%A4nare+h%C3%B6r&r=&f=simp&t=v&s=rc&g=&m=50. Läst 5 februari 2013.
2. 1 2 3  Gradvall et al 2009, nr. 497